# Fedor Hanžeković
Fedor Hanžeković, né le 9 janvier 1913 à Bijeljina en Bosnie et mort en août 1997 à Zagreb, est un journaliste, traducteur de dialogues de films, puis réalisateur yougoslave.

## Biographie
Fedor nait en Bosnie. Il est le fils de l'écrivain Mate Hanžeković. Il étudie les langues à Zagreb et en Angleterre. Il traduit notamment Jack London et Mark Twain. En 1946 il devient réalisateur, en commençant par des documentaires, dont Jeunesse Nouvelle qui obtient un prix en 1947.
Il réalise par la suite des longs métrages, en adaptant des romans à l'écran par exemple pour Bracon Fra Brno en 1952 et Svoga tela gospodar (en), adapté d'un roman de l'écrivain croate Slavko Kolar.
Il a été président de l'association des cinéastes Croates, fondateur du magazine Filmska kritika et directeur artistique de la Jardan-Film de Zagreb.

## Filmographie
- 1947 :Jeunesse Nouvelle
- 1951 : Bakonja fra Brne (en)
- 1954 : Stojan Mutikaša
- 1957 : Svoga tela gospodar (en)

## Distinctions
- 1973 : Prix Vladimir-Nazor